# Eriocaulon zollingerianum
Eriocaulon zollingerianum là một loài thực vật có hoa trong họ Eriocaulaceae. Loài này được Körn. mô tả khoa học đầu tiên năm 1856.